# Di rose e di spine (album)
Di rose e di spine è un album discografico doppio del cantante italiano Al Bano, pubblicato il 10 febbraio 2017.
Il primo CD dell'album contiene 8 canzoni inedite, tra le quali anche la canzone Di rose e di spine con la quale Al Bano ha partecipato al Festival di Sanremo 2017, in gara per la quindicesima volta nella sua carriera. Le restanti canzoni nuove sono Per te, Teneramente, Tu sei bellissima, Notte cubana, Il sipario, Tu non lasciarmi mai in duetto con il cantante svedese Neo e Buona notte angelo mio, quest'ultima scritta e composta per intero dal solo Al Bano.
Durante la terza serata del festival Al Bano presenta la cover di Pregherò (a sua volta cover della celebre Stand by Me) tratta dal repertorio di Adriano Celentano, anche questa contenuta nell'album.
Tra le altre canzoni ci sono nuove versioni di alcune vecchie canzoni, tra le quali Il somaro nella quale Al Bano duetta con se stesso (nella traccia è presente un breve frammento della prima versione originale risalente al 1972), Non sarai mai solo (rifacimento del brano Telenorba del 2005) e Quel poco che ho.
Il secondo CD, intitolato È la mia vita contiene tutte le 14 canzoni con le quali Al Bano ha partecipato al Festival di Sanremo tra il 1968 e il 2011, alcune delle quali, sono versioni recenti incise negli ultimi anni, tratte dalla raccolta Il mio Sanremo del 2006.

## Tracce

### CD 1
1. Per te  (Albano Carrisi, Fabrizio Berlincioni, Alterisio Paoletti)
2. Teneramente  (Albano Carrisi, Mike Logan)
3. Pregherò  (Aldo Caponi, Ben E. King, Benjamin Nelson, Elmo Glick, Franco Evangelisti, Jerry Leiber)
4. Un pugno nell'anima  (Albano Carrisi, Fabrizio Berlincioni)
5. Notte cubana  (Albano Carrisi, Alterisio Paoletti, Cristiano Minellono)
6. Il somaro  (Albano Carrisi, Romina Power)
7. Tu sei bellissima  (Billy Preston, Bruce Fisher)
8. Caro amore  (Albano Carrisi, Vito Pallavicini, Willy Molco)
9. Non sarai mai solo  (Albano Carrisi, Pino Aprile)
10. Quel poco che ho  (Albano Carrisi, Detto Mariano, Luciano Beretta)
11. Il sipario  (Depsa)
12. Buona notte angelo mio  (Albano Carrisi)
13. Tu non lasciarmi mai (feat. Neo)  (Anders Tengner, Benny Jansson, Carina Jansson, Cristiano Minellono)
14. Di rose e di spine  (Albano Carrisi, Katia Astarita, Maurizio Fabrizio)

### CD 2
1. La siepe (Pino Massara, Vito Pallavicini)
2. 13, storia d'oggi  (Albano Carrisi, Vito Pallavicini)
3. In controluce  (Albano Carrisi, Paolo Limiti)
4. Felicità  (Cristiano Minellono, Dario Farina, Gino De Stefani)
5. Ci sarà  (Cristiano Minellono, Dario Farina)
6. Nostalgia canaglia  (Albano Carrisi, Mercurio, Romina Power, Vito Pallavicini, Willy Molco)
7. Cara terra mia  (Albano Carrisi, Romina Power, Vito Pallavicini)
8. Oggi sposi (Giancarlo Andretto, Depsa)
9. È la mia vita  (Maurizio Fabrizio, Pino Marino)
10. Verso il sole  (Albano Carrisi, Valentina Cidda)
11. Ancora in volo  (Albano Carrisi, G. Marcucci, Massimo Bizzarri)
12. Nel perdono  (Renato Zero, Vincenzo Incenzo, Alterisio Paoletti, Yari Carrisi)
13. L'amore è sempre amore  (Maurizio Fabrizio, Guido Morra)
14. Amanda è libera  (Fabrizio Berlincioni, Al Bano, Alterisio Paoletti)

## Classifiche
| Settimana | 01 | 02 | 03 | 04 | 05 | 06 | 07 |
| --------- | -- | -- | -- | -- | -- | -- | -- |
| Posizione | 34 | 22 | 20 | 26 | 38 | 44 | 58 |